# Diemen
Diemen (anhörenⓘ) ist eine Gemeinde in der niederländischen Provinz Nordholland.
Diemen liegt zwischen dem IJsselmeer im Norden, Amsterdam, Ouder-Amstel und Muiden. Diemen hat 33.256 Einwohner (Stand 1. Januar 2025), die auf einer Fläche von 14,04 km² (davon 2,09 km² Wasser) leben.
Diemen wird vom Amsterdam-Rijnkanaal (deutsch Amsterdam-Rheinkanal) und vom Fluss Diem durchschnitten. Der Diem besteht aus zwei Teilen, also aus zwei Diemen, dadurch erklärt sich der Name des Ortes.
Östlich von Diemen liegt Overdiemen an beiden Seiten des Kanals. Nördlich des Kanals liegt das Gebiet des Diemerzeedijk, jahrelang Müllhalde Amsterdams, aber jetzt Stadtpark von IJburg.

## Politik

### Sitzverteilung im Gemeinderat
In Diemen wird der Gemeinderat seit 1982 wie folgt gebildet:
| Partei                         | Sitze | Sitze | Sitze | Sitze | Sitze | Sitze | Sitze | Sitze | Sitze | Sitze | Sitze |
| Partei                         | 1982  | 1986  | 1990  | 1994  | 1998  | 2002  | 2006  | 2010  | 2014  | 2018  | 2022  |
| ------------------------------ | ----- | ----- | ----- | ----- | ----- | ----- | ----- | ----- | ----- | ----- | ----- |
| GroenLinks                     | –     | –     | 2     | 2     | 3     | 2     | 2     | 3     | 2     | 5     | 5     |
| Ons Diemen                     | –     | –     | –     | –     | –     | –     | –     | –     | –     | 1     | 4     |
| D66                            | 1     | 2     | 3     | 3     | 2     | 1     | 0     | 2     | 3     | 4     | 4     |
| VVD a                          | 4     | 4     | 4     | 6     | 7     | 4     | 4     | 4     | 3     | 3     | 3     |
| PvdA                           | 4     | 6     | 4     | 5     | 5     | 3     | 5     | 4     | 4     | 3     | 3     |
| Ouderenpartij Diemen           | –     | –     | –     | –     | –     | –     | –     | –     | –     | 2     | 2     |
| Onafhankelijke Partij Diemen b | –     | –     | –     | –     | –     | 5     | 2     | 2     | 3     | 2     | 2     |
| CDA                            | 4     | 3     | 4     | 3     | 2     | 2     | 2     | 1     | 1     | 1     | –     |
| Partij van de Ouderen          | –     | –     | –     | –     | –     | –     | –     | –     | 2     | 0     | –     |
| SP                             | –     | –     | –     | –     | –     | –     | 3     | 2     | 3     | –     | –     |
| Sociaal Diemen                 | –     | –     | –     | –     | –     | –     | –     | –     | 0     | –     | –     |
| Democraten Diemen a            | –     | –     | –     | –     | –     | 2     | 1     | 1     | –     | –     | –     |
| Belangen Diemenaren            | –     | –     | –     | –     | –     | –     | 0     | –     | –     | –     | –     |
| De Groenen                     | –     | –     | –     | 0     | –     | –     | –     | –     | –     | –     | –     |
| Links Akkoord Diemen           | 2     | 2     | –     | –     | –     | –     | –     | –     | –     | –     | –     |
| Gesamt                         | 15    | 17    | 17    | 19    | 19    | 19    | 19    | 19    | 21    | 21    | 23    |

Anmerkungen

### Bürgermeister
Erik Boog (D66) ist seit dem 19. Mai 2015 amtierender Bürgermeister der Gemeinde. Zu seinem Kollegium zählen die Beigeordneten Lex Scholten (PvdA), Jeroen Klaasse (D66), Ruud Grondel (GroenLinks) sowie der Gemeindesekretär Jan Dick de Kort.

### Politische Gliederung
Die Gemeinde wird in folgende Ortsteile aufgeteilt:
| Nr. | Ort                | Einwohner |
| --- | ------------------ | --------- |
| 01  | Diemen Noord       | 6.615     |
| 02  | Diemen Centrum     | 10.755    |
| 03  | Diemen Zuid        | 7.445     |
| 04  | Bergwijkpark       | 40        |
| 05  | Holland Park       | 5.345     |
| 06  | Bedrijventerreinen | 45        |
| 07  | Plantage de Sniep  | 2.580     |
| 08  | Buitengebied       | 145       |
|     | Gemeinde           | 32.970    |

1. ↑  Bezirksnummer
2. ↑  (Stand: 1. Januar 2024)

## Söhne und Töchter der Stadt
- Jaap Havekotte (1912–2014), Eisschnellläufer
- Mink van Rijsdijk (1922–2000), Autorin, Feministin und aktiv im Widerstand
- Rudi Falkenhagen (1933–2005), Schauspieler und Synchronsprecher
- Peter Rijsenbrij (* 1959), DJ und Radiomoderator
- Bartolomeus van Roijen (* 1965), katholischer Geistlicher, Bischof von Corner Brook und Labrador in Kanada
- Levi Heimans (* 1985), Radrennfahrer
- Jorik Prins (* 1991), Schauspieler[6]
- Riejanne Markus (* 1994), Radrennfahrerin
- Femke Markus (* 1996), Radrennfahrerin
- Amber van der Meij (* 2001), Handballspielerin
- Isa Ternede (* 2001), Handballspielerin